# Ben Koken
Ben Koken (Grevenbicht, Sittard-Geleen, 9 d'agost de 1950) va ser un ciclista neerlandès, que fou professional entre 1973 i 1978. El seu major èxit esportiu fou una victòria d'etapa a l'Olympia's Tour

## Palmarès
- 1970
  - Vencedor d'una etapa de l'Olympia's Tour
- 1972
  - 1r al Campionat dels Països Baixos amateur
  - Vencedor d'una etapa del Grand Prix de l'Avenir

### Resultats al Tour de França
- 1975. Abandona (13a etapa)